# San Francisco de las Sierras
San Francisco de las Sierras est une localité uruguayenne du département de Lavalleja.

## Localisation
Situé au sud du département de Lavalleja à 6 km au sud-est de Minas, San Francisco de las Sierras se développe à l'est de la route 12, sur les bords de l' arroyo San Francisco.

## Population
D’après le recensement de 2011, San Francisco de las Sierras compte 58 habitants.

## Source
- (es) Cet article est partiellement ou en totalité issu de l’article de Wikipédia en espagnol intitulé « San Francisco de las Sierras » (voir la liste des auteurs).